# زيبولون بيرد فانس
كان زيبولون بيرد فانس (13 مايو 1830-14 أبريل 1894) محاميًا وسياسيًا أمريكيًا، شغل منصب الحاكم السابع والثلاثين والثالث والأربعين لولاية كارولاينا الشمالية، وعضو مجلس الشيوخ الأمريكي من ولاية كارولاينا الشمالية، وضابطًا كونفدراليًا أثناء الحرب الأهلية الأمريكية.
كان فانس كاتبًا غزير الإنتاج ومتحدثًا عامًا بارزًا، فأصبح بذلك واحدًا من أكثر القادة الجنوبيين تأثيرًا في الحرب الأهلية وفترات ما بعد الحرب. فضل فانس التحديث السريع للاقتصاد الجنوبي بصفته قائدًا للجنوب الجديد، وتوسيع السكك الحديدية، وبناء المدارس، والمصالحة مع الشمال، وتحدث بشكل متكرر أيضًا ضد معاداة السامية. كان فانس مالكًا للعبيد، على الرغم من أنه كان تقدميًا في عصره، ويعتبره بعض المؤرخين وكتّاب السير المعاصرين الآن أمرًا عنصريًا.

## الحرب الأهلية

### فانس الجندي
جمع فانس مجموعة من الرجال المحليين، تُعرف باسم الحرس العنيف والجاهز، في 4 مايو 1861، وذلك قبل أسبوعين من انفصال ولاية كارولاينا الشمالية، وأصبح قائدهم. أصبح هذا الحرس جزءًا من السرية إف، فوج المشاة الرابع عشر من ولاية كارولاينا الشمالية، وعسكر بالقرب من مورغانتون بولاية كارولاينا الشمالية. كان فانس والفوج الرابع عشر في سوفولك بفيرجينيا بحلول يونيو 1861 للمساعدة في الدفاع عن نورفولك. انتُخِب فانس في شهر أغسطس من ذلك العام عقيدًا في فوج مشاة كارولاينا الشمالية السادس والعشرين، المتمركز في حصن ماكون في مقاطعة كارتريت بولاية كارولاينا الشمالية. تبع الحرس العنيف والجاهز فانس إلى الفوج السادس والعشرين.
شارك فانس والفوج السادس والعشرين في معركة نيو برن في مارس 1862. صدّت قوات فانس العدو لمدة خمس ساعات وكانت آخر الكونفدراليات التي تغادر ساحة المعركة؛ وذلك على الرغم من أن عدد قوات العدو زاد عنهم بأربعة إلى واحد. كتب فانس لزوجته مشيدًا بأداء رجاله. أظهر فانس شجاعة حتى في انسحابهم القسري لمسافة 35 ميلًا، حتى أنه كاد أن يغرق وهو يسبح على بعد 75 ياردة عبر جدول بريس الذي غمرته المياه ليحضر قوارب لرجاله، وغرق الجنود الثلاثة الذين سبحوا معه.
شارك فانس والفوج السادس والعشرين في الحروب التي دامت سبعة أيام في مالفيرن هيل خارج ريتشموند بفيرجينيا في يوليو 1862. لم ينتصر الكونفدراليون، ولكن فانس أظهر مرة أخرى «قيادة لا تتزعزع». ذُكِر اسم فانس على الفور عندما احتاجت ولاية كارولاينا الشمالية إلى حاكم جديد.

## فانس الحاكم، الولاية الأولى

### الحملة
ترشح فانس لمنصب الحاكم باعتباره «مرشح الجنود» في عام 1862، وفاز بسهولة على الديمقراطي الانفصالي ويليام جيه. جونستون من شارلوت. لم يترك فانس قواته للحملة، ولم يخطب أو يمثّل أي منصة، ولكنه كتب رسالة نُشرت في صحيفة أوبزرفر في فايتفيل يقول فيها: «إذا اعتقد إخواني المواطنين أنني أستطيع خدمة القضية العظيمة بشكل أفضل كحاكم مما أفعله الآن، وإذا رأيت إسنادهم لهذه المسؤولية لي بشكل مناسب دون التماس من جانبي، فلا ينبغي أن أشعر بالحرية لرفضها مهما كنت مدركًا لعدم استحقاقي».
أشرف ويليام دبليو. هولدن من مجلة نورث كارولاينا ستاندرد في رالي وإدوارد جيه. هيل من مجلة أوبزيرفر في فايتفيل على حملته. طُرِد هولدن من الحزب الديمقراطي في عام 1860 لأنه عارض الانفصال. كان هولدن حينها، مثل فانس، عضوًا في الحزب الديمقراطي المحافظ بولاية كارولاينا الشمالية، وهو ائتلاف من الديمقراطيين واليمينيين السابقين الذين عارضوا الانفصال. كتب هولدن ببساطة أن الناخبين يجب أن «ينتخبوا الرجل الذي يدافع عن منازلهم»، مشيرًا إلى أن جونستون كان في مسقط رأسه يعتني بخطوطه الحديدية بينما كان فانس «يواجه العدو بسيفه المشدود، ومستعدًا للعمل». ساعد ذلك في إلقاء اللوم على حزب جونستون الديمقراطي بسبب «ارتفاع الأسعار، والتجنيد الإجباري، والهزائم العسكرية، ومعاناة الجنود وتعليق أمر الإحضار».
حصل فانس على 54,423 صوتًا من إجمالي 74,871 صوتًا من جميع مقاطعات الولاية باستثناء 12 مقاطعة؛ وكان ذلك أكبر هامش انتصار لسباق الحكّام في تاريخ ولاية كارولاينا الشمالية. كان فانس يخدم مع الفوج السادس والعشرين في الخنادق في بطرسبورغ بفيرجينيا عندما علم بنتيجة الانتخابات. استقال من لجنته وسافر إلى رالي ليصبح حاكمًا. كان فانس في الثانية والثلاثين من عمره في ذلك الوقت.
حاكم الحرب
أدّت فرقة فوج فانس القديمة، جوني ريبس، «مسيرة حاكم فانس الافتتاحية» لتنصيبه في 8 سبتمبر 1862. قال فانس خلال خطابه إنه «سيواصل الحرب حتى يحصل الجنوب على استقلاله». ساعد هذا في تهدئة الديمقراطيين في ولاية كارولاينا الشمالية والحكومة الكونفدرالية، اللذان كانا يخشيا من انضمام فانس إلى الاتحاد أو انسحابه من الكونفدرالية. قال الجنرال روبرت إي. لي إن «خطبة فانس كانت ثمنها 5000 جندي».
كان الهدف الأول لفانس هو حصر قوات الاتحاد في المقاطعات الشرقية، والاستيلاء على الميناء الرئيسي لولاية ويلمينغتون، وحماية سكة حديد ويلدون. عمل نتيجة لذلك مع وزارة الحرب الكونفدرالية لإضافة القوات في كينستون بولاية كارولاينا الشمالية لحماية السكك الحديدية ومراقبة معسكرات العدو. تجاهلت ريتشموند طلبات فانس المستمرة لمزيد من القوات والتعزيزات، وفشلت دفاعات كارولاينا الشمالية عندما تقدم 10 ألاف جندي من قوات الاتحاد في كينستون في ديسمبر 1862. عرض فانس العفو على جميع الفارين الذين عادوا إلى الخدمة للمساعدة في حل مشكلة النقص في الجنود؛ فعادت أعداد كبيرة من جنود كارولاينا الشمالية إلى الخدمة الفعلية في عام 1863.
كان فانس يطمح إلى تزويد قوات الدولة بالطعام واللباس والأسلحة اللازمة، كما أبدى قلقه على أسر الجنود. واصل تشغيل أعمال الملح على الساحل، وبيع الملح بثلث قيمته وتوزيع إمدادات الملح على كل مقاطعة لحفظ اللحوم. اقترح أيضًا نظام رعاية، وأبقى مصانع النسيج في الخدمة. استخدم فانس سفن الحصار السريعة لتصدير قطن كارولاينا الشمالية إلى الخارج من أجل تحقيق ذلك. أدى ذلك إلى تجميع الأموال لتوفير الغذاء والمال لعامة السكان ولإبقاء المصانع مفتوحة؛ إذ كان المجلس التشريعي قادرًا على إصدار 6 مليون دولار أمريكي للفقراء. أحضرت سفن الحصار السريعة الأحذية والبطانيات والأدوية اللازمة معها أيضًا. استخدم فانس المواد المصنعة في معامل الدولة لصالح الجنود، وجعل النساء والأطفال يصنعون الزي الرسمي في منازلهم، فكانت ولاية كارولاينا الشمالية بذلك الولاية الوحيدة التي تؤمّن اللباس لأفواجها وتجهّزهم خلال الحرب الأهلية. تقاسم فانس الفوائض مع بقية الكونفدرالية أيضًا، فتلقت قوات الجنرال جيمس لونغستريت 12 ألف زي رسمي من ولاية كارولاينا الشمالية بعد معركة تشيكاماوجا.
كان فانس مؤيدًا رئيسيًا للحقوق الفردية والحكم الذاتي المحلي، وغالبًا ما وضعه ذلك على خلاف مع الحكومة الكونفدرالية. رفض فانس حرمان سكان كارولاينا الشمالية من حقهم الدستوري، عندما قال الرئيس جيفرسون ديفيس إنه يسجن، إلى أجل غير مسمى، الجنوبيين المشتبه بهم في «عدم ولائهم» دون محاكمة، قائلًا إنه يفضل استدعاء جنود الولاية الذين يقاتلون في فيرجينيا واستخدامهم لحماية حريات سكان كارولاينا الشمالية. لم يخاطر ديفيس بتحدي فانس، فكانت ولاية كارولاينا الشمالية بذلك الولاية الوحيدة التي تحترم حق المثول أمام المحكمة، وتبقي محاكمها تعمل بكامل طاقتها أثناء الحرب.
عارض فانس أيضًا ممارسات التجنيد الإجباري الكونفدرالية، إذ كان يعارض بشكل خاص السياسة التي سمحت لأصحاب المزارع الأثرياء بتوظيف رجال للخدمة في الجيش بدلًا منهم، وهي ممارسة أطلق عليها فانس اسم «حرب الرجل الغني ومعركة الرجل الفقير». أدلى فانس بشهادته في جلسة استماع بعد الحرب للتحقيق في إعدام جورج بيكيت لاثنين وعشرين شخص من الفارين من الاتحاد الكونفدرالي المزعوم في أعقاب معركة نيو برن. شهد أيضًا بأن قوات كارولاينا الشمالية قد جُمِعت للدفاع المحلي، وأن «الحكومة الكونفدرالية لم تحافظ على ثقتها مع هذه القوات المحلية، التي تُقِلت إلى الخدمة النظامية بعد انتهاك لاتفاقية التجنيد الخاصة بهم». شككت شهادته في شرعية قرار بيكيت بشنق الفارين الكونفدراليين الذين قاتلوا فيما بعد من أجل الاتحاد، وتعريض بيكيت لخطر المحاكمة على جرائم الحرب.
ذكر فانس في سيرته الذاتية غير المنشورة أن السبب الرئيسي لدعم الحكومة الكونفدرالية هو الحفاظ على مؤسسة العبودية. كتب المؤرخ سيليغ أدلر: «حظي فانس بحب شعبه له إلى الأبد كحاكم للحرب، فخفف من ويلات الحرب من خلال الإصرار على أسبقية القانون المدني، وحماية الدولة بقوة من النزعة العسكرية غير المريحة للحكومة الكونفدرالية».